# Gaston Meyer
Gaston Meyer, né le 1er mai 1905 à Savignac-les-Églises en Dordogne et décédé le 12 février 1985 à Paris, est un journaliste sportif français qui occupe le poste de rédacteur en chef du quotidien sportif L'Équipe de 1954 à 1970. Spécialiste de l'athlétisme, il était surnommé « le pape du demi-fond ».

## Biographie
Il est d'origine alsacienne par son père et quercynoise par sa mère ; ses parents se sont connus à Varsovie (Pologne) où son père tient une librairie française et sa mère est professeur de français. Après la mort, en 1912, de sa grand-mère qui l'élève à  Albas  (Lot), il est placé, à l'âge de 7 ans, en pension au lycée Gambetta de Cahors (Lot).
Durant sa jeunesse il se passionne pour l'athlétisme et le pratique, ainsi que le rugby, à l'École Primaire Supérieure de Luzech (Lot) qu'il a intégrée en 1919. Il vit ensuite à Grenoble (Isère) où sa mère est infirmière, puis, en 1921, dans sa famille paternelle à Mulhouse (Haut-Rhin) où il effectue un stage dans une banque et y découvre le football, dont il devient un passionné. Il assiste aux Jeux olympiques d'été de 1924 et fait ensuite, à partir du printemps 1925, son service militaire au 164e régiment d'artillerie de Metz (Moselle). Libéré à l'automne 1926, il rejoint alors sa mère à Paris où il travaille dans une agence de la Banque de Mulhouse.
Après avoir assisté aux Jeux olympiques d'été de 1928, il commence sa carrière journalistique le 1er juillet 1929 dans le bihebdomadaire L'Aéro-sport où son premier article porte sur le match d'athlétisme Angleterre-France à Londres. En 1931, il entre à L'Écho des Sports et travaille pour Le Petit Journal.
Il entre à L'Auto en 1933 comme chef de la rubrique athlétisme. Il couvre pour L'Auto avec Jacques Goddet les Jeux olympiques de Berlin en 1936 dont il garde le souvenir d'une « organisation exemplaire » et dément qu'Adolf Hitler ait refusé de serrer la main de Jesse Owens, expliquant que protocolairement, il était tenu de quitter le stade à 18 h, c'est-à-dire avant la proclamation des résultats.
Congédié du Petit Journal , il entre en 1937 à Ce soir comme simple secrétaire de rédaction et y travaille jusqu'à son interdiction en août 1939.
Lors de la mobilisation de 1939, il est affecté sur la ligne Maginot. Fait prisonnier le 18 juin 1940, il est prisonnier de guerre à Sondershausen en Thuringe, où les sorties en ville son autorisées. Il crée le journal du camp. Sa captivité dure 42 mois. Grâce à l'envoi anonyme à son intention de journaux allemands de sport, il rédige et envoi à L'Auto des articles. Libéré en décembre 1943, il reprend sa rubrique athlétisme à L'Auto dès janvier 1944 et, après la libération de Paris, travaille pour L'Ordre qu'Émile Buré vient de relancer, étant en charge des rubriques athlétisme et rugby et écrivant ses articles sous le nom de Jean Savignac.
Après la Libération, il entre dans le nouveau quotidien sportif Élans (24 mars 1946). Son éditorial du premier numéro est cinglant en pointant notamment les carences de la presse sportive d'avant-guerre, et, déjà, du poids des médias dans la société : « Si les colonnes des journaux avaient été consacrées au bilboquet, il n'est pas douteux que le bilboquet serait aujourd'hui le premier sport français. ». Après 77 numéros publiés, le journal fusionne avec L'Équipe le 17 juin 1946, et Gaston Meyer rejoint la rédaction de l'héritier de L'Auto,.
Rédacteur en chef de L'Équipe de 1954 à 1970, il crée notamment les Cahiers de L'Équipe.
Gaston Meyer est l'auteur de plusieurs ouvrages de référence sur l'athlétisme tels L'athlétisme (1966) ou Le grand livre de l'athlétisme français (1975).
Promu officier de la Légion d'honneur en 1971, lauréat de l'Académie des sports, il reçoit le titre de « Gloire du sport » attribué par la Fédération des internationaux du sport français.
En 1978, il publie ses Mémoires sous le titre Les Tribulations d'un journaliste sportif, qui reçoit la même année le Grand Prix Sport et Littérature.

### Une vie gouvernée par le chiffre 7
Dans ses Mémoires, Gaston Meyer observe que « le chiffre 7 a constamment gouverné sa vie ». Il a 7 ans quand sa grand-mère, en 1912, meurt, ce qui oblige ses parents à le placer en pension. 7 ans plus tard, en 1919, son père meurt. 7 ans plus tard, en 1926, il entre dans la vie active. 7 ans plus tard, en 1933, il est engagé à l'Auto. 7 ans plus tard, en 1940, il devient prisonnier de guerre. 7 ans plus tard, en 1947, il devient rédacteur en chef adjoint de l'Équipe. Il écrit et publie ses Mémoires en 1978 et meurt 7 ans plus tard en 1985.